# 「勝手に逃げろ/人生」のシナリオ
『「勝手に逃げろ/人生」のシナリオ』（かってににげろ じんせい-、仏語 Scénario de 'Sauve qui peut (la vie)' ）は、1979年（昭和54年）にジャン＝リュック・ゴダールが監督した、フランスの短篇映画である。『勝手に逃げろ/人生』のプレゼン用フィルムとして製作されたビデオ映画である。

## 概要
1979年（昭和54年）、7年間の活動拠点であったフランス・イゼール県グルノーブルから、ゴダールとアンヌ＝マリー・ミエヴィルは、スイス・ヴォー州ロールに移住、工房を構えた。ゴダールは同地に「JLGフィルム」を設立し、1968年（昭和43年）8月の「商業映画との決別宣言」以来、12年ぶりに商業映画に復帰すべく、『勝手に逃げろ/人生』の準備を開始する。フランス国立映画センター（CNC）からの助成金を得るべく、同センターへのプレゼンとして構想を示すために、本作は製作された。
イザベル・ユペール、ミウ・ミウ、ジャック・デュトロンという、当時フランスのスター俳優・女優を起用すべく、アーカイブ・フッテージやスチル写真を素材として、本作は編集された。ゴダール自身のナレーションにより構想が語られる。『勝手に逃げろ/人生』のイギリスでのタイトル『Slow Motion』（スローモーション）がやがて示すように、本作でも、ゴダールは「スローモーション」のへの興味をこの時点で提示している。「ディゾルヴ」、ゴダール特有の手法である「スーパーインポーズ」の効用についても語る。
「旗は行く "Le drapeau va
　景色のなかを au paysage
　汚れた、 immonde,
　そして私たちの粗野なことばが et notre patois
　かきならす étouffe
　太鼓を」 le tambour"
　ランボー  à Rimbaud
エドワード・ホッパーの絵画、アメリカ映画からのスチール写真の引用、カール・テホ・ドライヤー監督の『裁かるゝジャンヌ』（1927年）からのスチル写真が引用され、スター俳優の写真とのオーバーラップで出演を印象づけている。音楽は、最後の「音楽」について語るパートまでは、いっさい入らない。
その後、『勝手に逃げろ/人生』のキャストには、ミウ・ミウに代わってナタリー・バイが起用され、脚本には、ピエール・エテックスやルイス・ブニュエルの脚本家、ジャン＝クロード・カリエールを導入、アラン・サルドがプロデューサーとして段取りを行なった。同年9月17日にクランクイン、同年11月22日にクランクアップした。『勝手に逃げろ/人生』のロケーション撮影は、スイス・ジュネーヴ州の州都ジュネーヴ、ヴォー州のラック・ド・ジュー、ローザンヌ、ル・リュー、ニヨンで行なわれた。
本作は現在、TV5でも放映され、特集上映等で上映される作品である。

## スタッフ・キャスト
- 監督・脚本・編集・ナレーション : ジャン＝リュック・ゴダール
- 出演 : イザベル・ユペール、ミウ・ミウ、ジャック・デュトロン
- 製作会社 : JLGフィルム

## 関連事項
- ジャン＝リュック・ゴダール監督作品一覧
- JLGフィルム

## 註
1. ↑  『現代思想』1995年9月臨時増刊号「総特集=ゴダールの神話」（青土社、1995年）、細川晋「フィルモグラフィ」の同項の記述を参照。#外部リンク欄、Internet Movie Databaseの「Scénario de 'Sauve qui peut la vie'」のリンク先ではナタリー・バイになっているが誤り。